# Carl Heinrich Becker
Pour les articles homonymes, voir Becker.
Carl Heinrich Becker (né le 12 avril 1876 à Amsterdam et mort le 10 février 1933 à Berlin) est un orientaliste et homme politique allemand. En 1921 et de 1925 à 1930, il est ministre prussien de l'Éducation (indépendant). Il est considéré comme un cofondateur des études orientales modernes et contemporaines et en même temps comme un important réformateur universitaire de la République de Weimar.

## Origine et famille
Becker est issu d'une vieille famille de marchands et d'universitaires de Hesse. Son grand-père est le linguiste Karl Ferdinand Becker (de), ses parents le banquier et consul Carl Becker (1821-1897) et sa femme Julie Schöffer (1839-1917), fille du marchand Conrad Heinrich Schöffer (de) (1815-1878) et de Susanna Dorothea Hoffmann. (1818-1893). En raison de sa fortune héritée, Becker est financièrement indépendant.
Le 14 mars 1905, il épouse la riche Hedwig Schmid d'Augsbourg. Le mariage produit trois enfants : Walter (né en 1906), qui devient avocat avec un doctorat aux États-Unis et est mort pendant la Seconde Guerre mondiale, Hertha (née en 1907), qui est allée au pensionnat de Salem jusqu'en 1926, et Hellmut (de) (1913-1993).

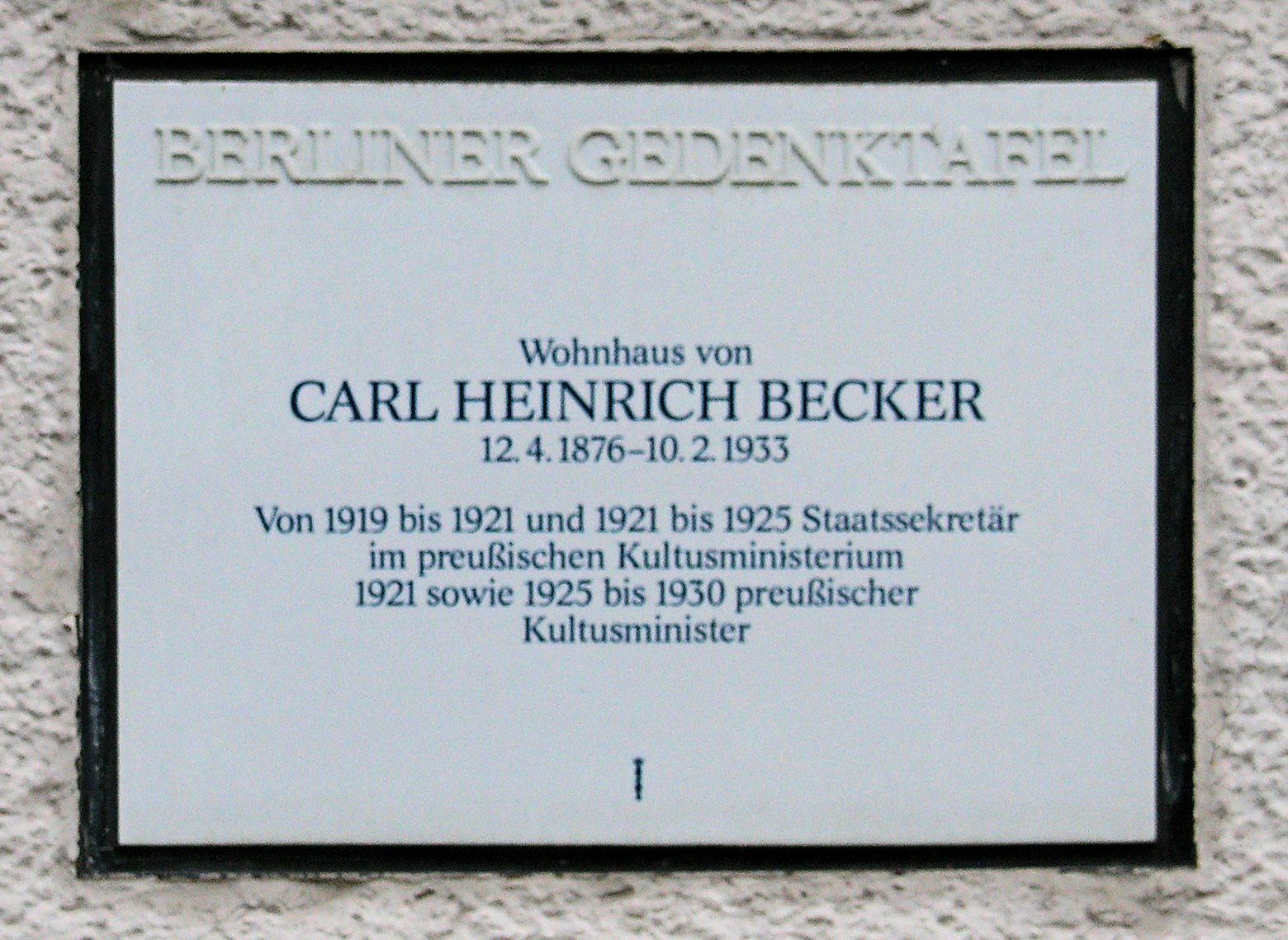
sur la maison du 6 Arno-Holz-Strasse, à Berlin-Steglitz

Becker étudie au lycée Goethe de Francfort de 1886 à 1895. À partir de 1895, il étudie l'arabe et les sciences religieuses aux universités de Lausanne et de Heidelberg, où il devient membre de la Verbindung Rupertia (de). En 1899/1900, il rejoint Eduard Sachau à l'Université Frédéric-Guillaume de Berlin et obtient son doctorat en 1899 à Heidelberg sous la direction de Carl Bezold.
Après des voyages de recherche au Moyen-Orient, il obtient son habilitation en 1902 à l'université de Heidelberg avec un certain nombre d'articles sur l'histoire médiévale de l'Égypte. Ils sont publiés en 1902 et 1903 sous le titre Beiträge zur Geschichte Ägyptens unter dem Islam. L'essai sur "La fiscalité au premier siècle islamique" contenu dans le deuxième volume est d'une importance particulière pour la recherche scientifique islamique. Dans ce document, Becker reprend la théorie de Julius Wellhausen sur la différenciation progressive du système fiscal islamique et s'efforce de démontrer que les Arabes ne font pas de différence entre l'impôt foncier et l'impôt local, mais qu'ils prélèvent l'impôt sur la population locale à la manière d'un tribut, sans se soucier de son fondement. En 1906, il est nommé professeur associé à Heidelberg.
En 1908, Becker est nommé à la chaire nouvellement créée pour l'histoire et la culture du Proche-Orient à l'Institut colonial de Hambourg (de) (une institution prédécesseur de l'Université de Hambourg). Il s'y fait connaître dans les années qui suivent - entre autres en fondant la revue Der Islam (de) - en tant que pionnier des études orientales modernes mêlant études linguistiques et religieuses, aspects historiques et sociologiques. Parallèlement, il participe aux projets de fondation universitaire du sénateur hambourgeois pour la culture, Werner von Melle (de).
La réputation de Becker en tant qu'orientaliste et réformateur universitaire engagé contribue largement à sa nomination à l'Université de Bonn en 1913 et à l'Université de Berlin en 1916 à l'instigation du directeur ministériel du ministère prussien de l'Éducation, Friedrich Schmidt-Ott. La même année, il devient consultant au ministère prussien de l'Éducation, pour lequel il rédige d'abord un mémorandum sur l'expansion future des études étrangères dans les universités prussiennes. Il y plaide - en pleine Première Guerre mondiale - pour une meilleure connaissance de la culture des autres pays afin d'éviter de futurs conflits. À Bonn et à Berlin, il travaille en étroite collaboration avec son assistant et ami personnel Hellmut Ritter (de) jusqu'à ce qu'il soit appelé à Hambourg en 1919.
Après la Révolution de novembre, Becker est nommé sous-secrétaire d'État par le nouveau ministre de l'Éducation, Konrad Haenisch (SPD), en avril 1919 et joue par la suite un rôle clé dans l'élaboration de la politique universitaire prussienne. Ministre dans le cabinet d'Adam Stegerwald pendant quelques mois en 1921, Becker continue ensuite à travailler comme secrétaire d'État sous le ministre Otto Boelitz (DVP), avant d'être finalement nommé à nouveau ministre de l'Éducation en 1925 sous le ministre-président Otto Braun (SPD), et il occupe ce poste sans interruption jusqu'en 1930. En tant que ministre sans parti, Becker se retrouve de plus en plus dans la ligne de mire des différents groupes parlementaires et démissionne finalement dans la déception. Son successeur Adolf Grimme poursuit essentiellement la politique de réforme de Becker jusqu'à l'arrivée au pouvoir des nationaux-socialistes.
À Berlin, Becker rassemble autour de lui un cercle de jeunes hommes et d'employés – également en privé – qui gravit ensuite rapidement les échelons du ministère. Parmi eux figurent les conseillers ministériels Walter Landé, Erich Leist, les orateurs Adolf Morsbach (de), Otto Benecke (de), le diplomate Ernst Eisenlohr (de), l'artiste Harro Siegel (de), l'écrivain et proche confident de Stefan George Wolfgang Frommel (de), et les orateurs Kurt Zierold (de) et Adolf Reichwein, qui travaillent également pendant l'ère nazie. Plusieurs accèdent à des postes élevés dans l'administration allemande ou dans la vie culturelle de ce qui devient plus tard la République fédérale. Le député du SPD Hugo Heimann (de) les surnomment par moquerie « Beckerjungen ». L'historien Bernd-Ulrich Hergemöller y voit une raison de la fin de son service Un autre cercle intellectuel est composé du théologien Romano Guardini, du professeur de musique et directeur de la maison de la musique (de) nommé par Becker Georg Götsch (de), et du philologue Róbert Gragger (de).
Becker reprend lui-même l'enseignement à l'Université de Berlin après avoir démissionné de son poste de ministre. En 1931, il est nommé troisième vice-président de la société Empereur-Guillaume pour l'avancement des sciences. En 1931, il dirige également une commission internationale chargée d'évaluer le système éducatif en Chine. Le rapport final contient des mesures d'amélioration concrètes, dont certaines mises en œuvre par le gouvernement du Kuomintang de l'époque. Becker est membre du Sénat de la Société Empereur-Guillaume entre 1930 et 1933. Becker joue également un rôle majeur dans la fondation de l'Université allemande de politique en 1920 et de l'Académie allemande des poètes (de) en 1926. À partir de 1927, il est également président de la nouvelle Fondation Abraham-Lincoln (de), qui travaille à renforcer les forces démocratiques dans les universités allemandes. En 1932, il est vice-président du Congrès international des pédagogues à Nice (Ligue internationale pour l'éducation nouvelle).
En décembre 1924, Becker est accepté comme membre correspondant de l'Académie russe des sciences.
Carl Heinrich Becker décède en 1933 à l'âge de 56 ans à Berlin et est enterré dans le cimetière forestier de Dahlem. La tombe est protégée de 1990 à 2013 en tant que tombe d'honneur de Berlin.
Son fils est le chercheur en éducation et cofondateur de l'Institut Max Planck pour le développement humain à Berlin, Hellmut Becker (de).

## Réforme de l'enseignement supérieur
Au début de la République de Weimar, Becker publie des Gedanken zur Hochschulreform, qui deviennent le point de départ d'un large débat sur la réforme dans les universités scientifiques. Ses considérations peuvent être caractérisées comme un "programme modérément égalitaire visant à supprimer partiellement les hiérarchies universitaires, à réduire les différences de revenus au sein du corps enseignant et à mieux intégrer les non-ordinaires ainsi que les étudiants dans l'université". Les propositions de réforme de Becker comprennent sept points : 1. Création d'une classe unifiée de professeurs programmés. 2. Amélioration de la position des professeurs associés. 3. Ouvrir l'autonomie universitaire aux non-ordinaires. 4. Intégration des étudiants dans les structures universitaires. 5. Introduction d'une limite d'âge pour les enseignants universitaires. 6. Réforme des frais de scolarité. 7. Objectivation du processus d'habilitation.
Ces propositions ne peuvent être « mises en œuvre que de manière rudimentaire ». Avec Otto Benecke (de), le premier président de l'Association des étudiants allemands (de) fondée en 1919, Becker crée les bases juridiques de l'autonomie étudiante actuelle (ordonnance sur la formation des corps étudiants du 18 septembre 1920). Cependant, la reconnaissance par l'État du corps étudiant allemand par l'État prussien doit être retirée à nouveau en 1927 après que les opposants de droite à la République de Weimar ont prévalu au sein du corps étudiant allemand.
En plus de l'organisation, Becker tente également de réformer pédagogiquement les universités, qui, selon lui, ne doivent pas seulement être comprises comme des «écoles de recherche» et des «écoles professionnelles», mais aussi comme des «écoles civiques». Il cherche notamment à compenser la spécialisation disciplinaire dont il se plaignait déjà en renforçant les "sciences de synthèse" de la sociologie, de l'histoire contemporaine et des sciences politiques, y compris les études à l'étranger qu'il soutient, et est également ouvert aux idées d'un " cour de base "humaniste" pour tous les étudiants. L'académisation de la formation des enseignants du primaire, réalisée sous sa direction par les Académies pédagogiques fondées en 1925, est également née du même objectif d'un système éducatif unifié.

## Honneurs
En 1992, l'ancien Dietrich-Schäfer-Weg à Berlin-Steglitz est rebaptisé Carl-Heinrich-Becker-Weg après de nombreuses années de discussions au sein de l'assemblée des délégués d'arrondissement de Steglitz.

## Travaux
- Beiträge zur Geschichte Ägyptens unter dem Islam. Trübner, Straßburg 1902/03 (Digitalisat).
- Christliche Polemik und islamische Dogmenbildung. In: Zeitschrift für Assyriologie und Vorderasiatische Archäologie (de) 26 (1912), S. 175–195 (online).
- Gedanken zur Hochschulreform. Quelle & Meyer, Leipzig 1919.
- Kulturpolitische Aufgaben des Reiches. Quelle & Meyer, Leipzig 1919.
- Islamstudien. Vom Werden und Wesen der islamischen Welt. 2 Bde. Quelle und Meyer, Leipzig 1924/1932.
- Vom Wesen der deutschen Universität. Quelle und Meyer, Leipzig 1925.
- Die Pädagogische Akademie im Aufbau unseres nationalen Bildungswesens. Quelle & Meyer, Leipzig 1926.
- Der Islam. In: Ägypten und der Sudan. Handbuch für Reisende, Karl Baedeker (de), Leipzig 1928, S. LXXXIII-CI.
- Das Problem der Bildung in der Kulturkrise der Gegenwart. Quelle & Meyer, Leipzig 1930.
- mit Marian Falski, Paul Langevin und Richard Henry Tawney: The Reorganisation of Education in China. Report by the League of Nations Mission of Educational Experts. International Institute of Intellectual Co-operation, Paris 1932.
- Internationale Wissenschaft und nationale Bildung. Ausgewählte Schriften (= Studien und Dokumentationen zur deutschen Bildungsgeschichte. Bd. 64). Hrsg. von Guido Müller (de). Böhlau, Köln 1997,  (ISBN 3-412-18296-6).